# (9565) Tikhonov
(9565) Tikhonov ist ein Asteroid des inneren Hauptgürtels, der von der sowjetischen Astronomin Ljudmila Tschernych am 18. September 1987 am Krim-Observatorium in Nautschnyj (IAU-Code 095) entdeckt wurde.
Der Asteroid gehört der Vesta-Familie an, einer großen Gruppe von Asteroiden, benannt nach (4) Vesta, dem zweitgrößten Asteroiden und drittgrößten Himmelskörper des Hauptgürtels. Die zeitlosen (nichtoskulierenden) Bahnelemente von (9565) Tikhonov sind fast identisch mit denjenigen von fünf kleineren, wenn man von der Absoluten Helligkeit von 16,2, 15,7, 16,0, 17,0 und 17,7 gegenüber 13,8 ausgeht, Asteroiden: (90400) 2003 YS26, (98052) 2000 RX34, (102342) 1999 TO120, (185010) 2006 PR31 und (357534) 2004 RO186.
(9565) Tikhonov wurde am 24. Juni 2002 nach dem russischen Mathematiker Andrei Nikolajewitsch Tichonow benannt.